# Восель (Кальвадос)
Восе́ль (фр. Vaucelles) — коммуна во Франции, находится в регионе Нижняя Нормандия. Департамент коммуны — Кальвадос. Входит в состав кантона Бейё. Округ коммуны — Байё.
Код INSEE коммуны — 14728.

## Население
Население коммуны на 2010 год составляло 369 человек.
| 1962 | 1968 | 1975 | 1982 | 1990 | 1999 | 2010 |
| ---- | ---- | ---- | ---- | ---- | ---- | ---- |
| 231  | 187  | 192  | 195  | 217  | 213  | 369  |

## Экономика
В 2010 году среди 259 человек трудоспособного возраста (15—64 лет) 170 были экономически активными, 89 — неактивными (показатель активности — 65,6 %, в 1999 году было 67,8 %). Из 170 активных жителей работали 166 человек (84 мужчины и 82 женщины), безработных было 4 (1 мужчина и 3 женщины). Среди 89 неактивных 32 человека были учениками или студентами, 39 — пенсионерами, 18 были неактивными по другим причинам.